# 山川菊栄
山川 菊栄（やまかわ きくえ、旧字体：山川 菊榮、1890年〈明治23年〉11月3日 - 1980年〈昭和55年〉11月2日）は、日本の婦人問題評論家・研究家、社会主義者、労働運動家、婦人運動家である。戦前、公娼制度の廃止、女性労働者の地位向上、古い家族制度の批判、社会主義フェミニズムの理論化、女性社会主義者の組織化などを展開。アウグスト・ベーベルの『婦人論』の最初の完訳者としても有名。戦後も、女性運動、婦人労働運動の理論的指導者として活動し、労働省の初代婦人少年局長をつとめた。

## 人物
東京府東京市麹町区四番町（現：千代田区九段北）生まれ。旧姓は森田、後に青山姓となる。夫は山川均。息子は山川振作。
1916年、『青鞜』1月号に、「日本婦人の社会事業に就て伊藤野枝氏に與ふ」を発表し、『青鞜』1915年12月号に発表された伊藤野枝の論文「傲慢狭量にして不徹底なる日本婦人の公共事業に就て」を批判した。
1918年、論文「母性保護と経済的独立」を「婦人公論」に発表し、論壇での地位を確立した。雑誌「社会主義研究」「前衛」などを創刊した。
日本の婦人運動に初めて批評的、科学的視点を持ち込んだ。多くの評論集は、明晰な分析と鋭い批評眼を示し、日本における女性解放運動の思想的原点と評される。戦後は民主婦人協会を結成、その後婦人少年局長に就任した。
評論活動以外では、戦時下、柳田國男のあっせんにより、『武家の女性』『わが住む村』を執筆し、聞き書きをもとにした普通の生活の営みを民俗・社会誌として作品にした。戦後には、母・千世と菊栄二代の女性史としての『おんな二代の記』や、水戸藩藩儒であった祖父青山延寿の日誌や書簡などに元に『覚書　幕末の水戸藩』をはじめとする社会史を平明な文体で残した。

## 経歴

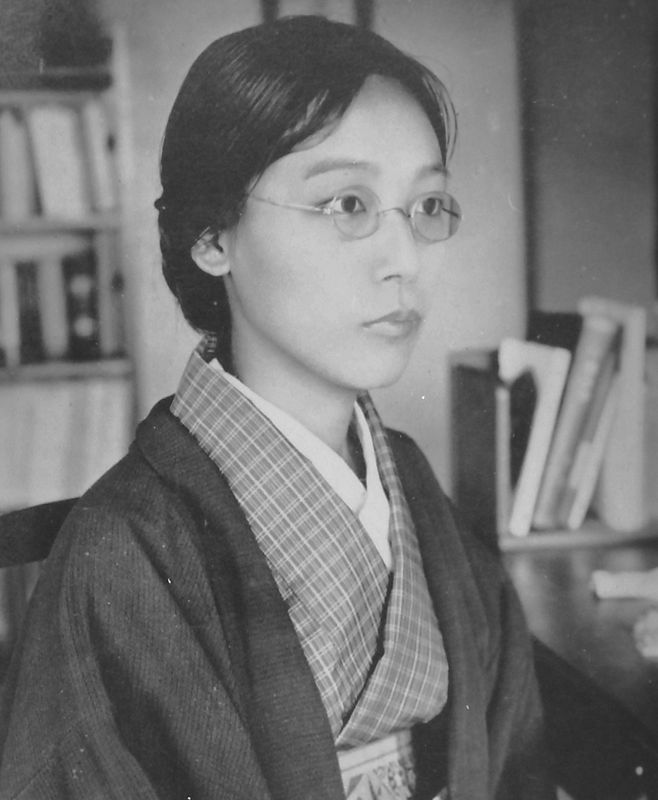
1920年夏（29歳）

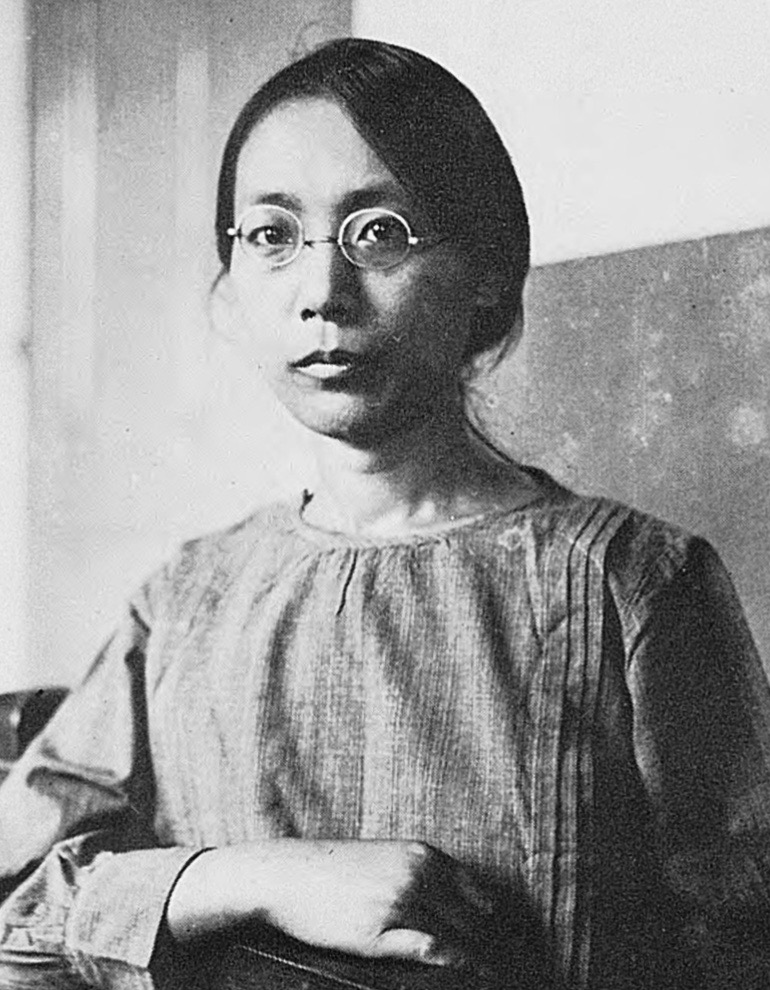
『山川菊栄 第4巻』（岩波書店、1982年）より

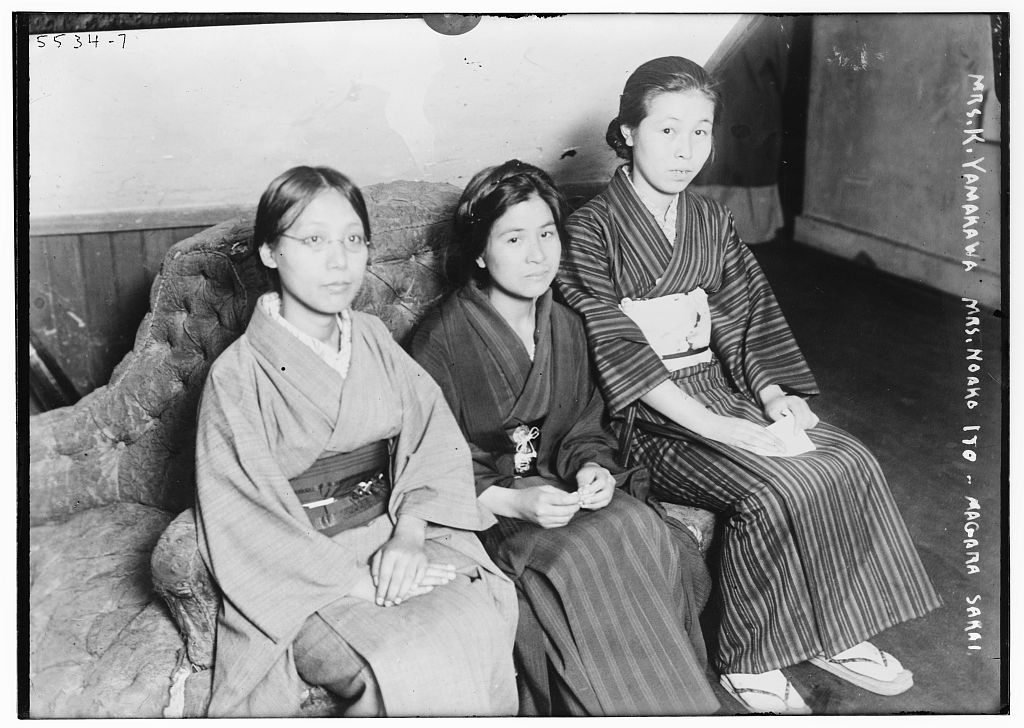
左から山川菊栄、伊藤野枝、堺真柄

父は松江藩士の森田龍之助、母は水戸藩士で弘道館教授頭取代理・彰考館権総裁を務めた儒学者・史学者の青山延寿の娘・千世で、祖父延寿の死去に伴い、青山家の戸主となり、1906年より青山姓を名乗る。弘道館の初代教授頭取を務めた儒学者・青山延于は母方の曾祖父にあたる。大叔父（大叔母の夫）に水戸藩士吉成勇太郎がいる。
東京府立第二高等女学校卒業。
1912年（明治45年）、女子英学塾（現:津田塾大学）卒業。
1913年（大正2年）、『近代思想』の9月号に掲載された渋六（堺利彦）の「胡麻鹽頭」というエッセイに、ドイツの指導的社会主義者アウグスト・ベーベル逝去に関する記述があり、それを読んで、ベーベルとその主著『女性と社会主義』（『婦人論』として知られる）に関心を持ち、その後、その英語著作を神田の古本屋で入手して読み、感銘を受ける。
1915年（大正4年）、堺利彦・幸徳秋水らの金曜講演会、大杉栄らの平民講演会を通して社会主義を学ぶ。
1915年〜1916年『青鞜』誌上において伊藤野枝との間に「廃娼論争」を交わし、野枝の上中流階級の女性たちによる慈善的・恩恵活動を欺瞞的とする批判に賛意を表する一方、公娼制度容認を徹底的に批判した。
1916年（大正5年）、山川均と堺利彦が編集していた社会主義雑誌『新社会』7月号に、社会主義運動家山川均に頼まれて「公私娼問題」を掲載。同年、11月、山川均と結婚。
1918年（大正7年）ころから始まった母性保護論争に参加、社会主義の立場から平塚らいてう・与謝野晶子らの運動を批判。
1921年（大正10年）4月、日本で最初の社会主義婦人団体｢赤瀾会｣を結成、同年メーデーに初参加。

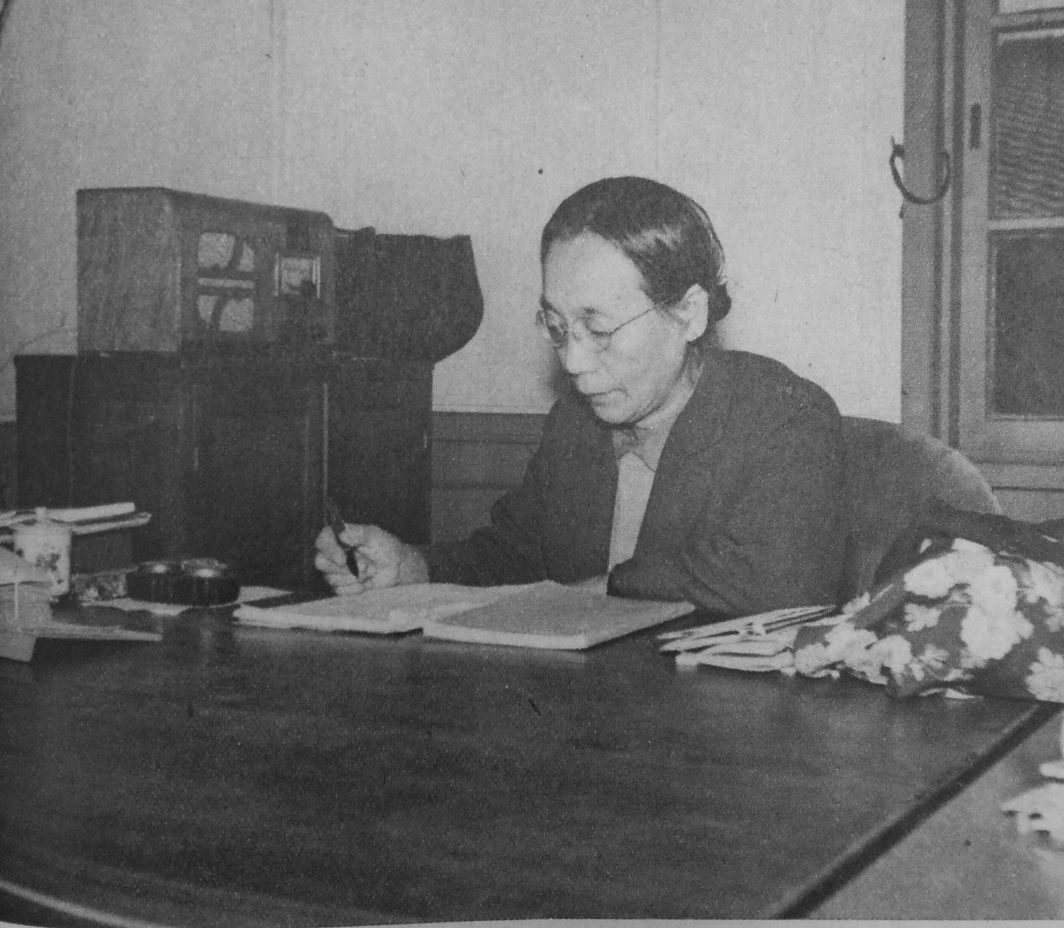
婦人少年局長時代の山川（1948年撮影）

1947年（昭和22年）、日本社会党に入党。9月1日、片山内閣のもとで、新設の労働省の初代婦人少年局長に就任した。米国の労働婦人局統計調査資料を、太平洋戦争開戦までの約20年間寄贈を受けて読んでおり、日本でもこうした調査が必要と考えていたことから、「簡単に引き受けた」という。地方の出先機関である地方職員室の管理職、主任に女性を登用した。ＧＨＱの支持を取り付けつつ、自ら各地に出張して面接を繰り返した。「山川人事」と呼ばれた。。
内務省廃止でポストを失った男性を主任に就けるとの目的もあり、地方労働基準局長から男性ばかりが推薦されるのにあきれ、「地位収入を問題とせず、すて身でとびこんできてくださる優秀な方」を募集するとの「局長の檄文」を執筆した。人選は難航したが、1947年7月下旬に全都道府県で主任の人事が固まった。1951年まで務めた。
1962年（昭和37年）4月14日、田中寿美子らと「婦人問題懇話会」（1984年に「日本婦人問題懇話会」に改称）を設立した。
1974年（昭和49年）、『覚書　幕末の水戸藩』で大佛次郎賞受賞。
1980年（昭和55年）、死去。墓所は倉敷市長連寺山門北側。

## 没後
1981年（昭和56年）、「山川菊栄記念会設立趣意書」によれば、山川菊栄の遺族から寄せられた基金で、女性問題の研究・調査を対象に「山川菊栄記念婦人問題研究奨励金」（山川菊栄賞）を贈呈することになり、その運営のために山川菊栄記念会が設立された。
1990年、生誕100年、没後10年を記念して、「山川菊栄生誕100年を記念する会」主催の連続講座やシンポジウムが開催された。連続講座は1989年12月から1990年5月にかけて4回開催され、中嶌邦、永畑道子、竹中恵美子、鈴木裕子が講師をつとめた。シンポジウムは1990年11月3日に津田塾大学千駄ヶ谷キャンパス内の津田ホールで開催され、「現代フェミニズムと山川菊栄」のテーマで李順愛、井上輝子、竹中恵美子が話し合い、コーディネーターは駒野陽子がつとめた。
2010年、生誕120年を記念してドキュメンタリー映画「姉妹よ、まずかく疑うことを習え　山川菊栄の思想と活動」の制作が企画された。

### 山川菊栄文庫
1988年11月4日、江ノ島の神奈川県立婦人総合センターに山川菊栄文庫が開設された。菊栄の長男で東京大学名誉教授の山川振作が寄贈した図書、雑誌、写真、色紙、書簡、日記などと同センター婦人図書館の資料によって構成されている。同センターの移転・廃止にともない、山川文庫を含めた女性関連資料は2015年2月中旬、横浜市の神奈川県立図書館に移管された。

## 家族・親族
父　森田龍之助
松江藩士
母　森田千世
（もりた ちせ、旧姓青山、1857年-1947年10月20日）
水戸藩儒学者青山延寿の娘。女子師範(現お茶の水女子大学)の第1回入試に首席で合格、第1回卒業生。
姉　佐々城松栄
旧姓森田、東京府第二高等女学校を経て女子英学塾卒。エスペランティスト
夫　山川均
長男　山川振作
東京大学名誉教授
祖父　青山延寿
大叔父　吉成勇太郎
曽祖父　青山延于

## 著書

### 単著
- 『女の立場から』（三田書房、1919年）
- 『現代の生活と婦人』（叢文閣、1919年）
- 『婦人の勝利』（日本評論社、1919年）
- 『女性の反逆』（三徳社、1922年）
- 『メーデー』（水曜会パンフレット第11輯、水曜会出版部、1922年
- 『婦人問題と婦人運動』（文化学会出版部、1925年）
- 『リープクネヒトとルクゼンブルグ』（上西書店、1925年）
- 『無産階級の婦人運動』（無産社、1928年）
- 『女性五十講』（改造社、1933年）（同年に改訂版）
- 『婦人と世相 評論集』（北斗書房、1937年）
- 『女は働いてゐる』（育生社〈新世代叢書〉、1940年）
- 『村の秋と豚 随筆集』（宮越太陽堂書房、1941年）
- 『わが住む村』（三国書房〈女性叢書〉、1943年 / 岩波文庫、1983年 NDLJP:9539136）
- 『武家の女性』（三国書房〈女性叢書〉、1943年 / 岩波文庫、1983年）
- 『明日の女性のために』（鱒書房、1947年）
- 『日本の民主化と女性』（三興書林、1947年）
- 『婦人解放論』（鱒書房〈社会思想新書〉、1947年）
- 『新しい賃銀原則 べアトリス・ウエップ 男女平等賃銀制の研究』（国際文化労働社、1948年）
- 『新しき女性のために』（家の光協会、1949年）
- 『ミル ベーベル 婦人解放論』（啓示社、1949年）
- 『平和革命の国 イギリス』（慶友社、1954年）
- 『女二代の記 わたしの半自叙伝』（日本評論新社、1956年）
  - 『おんな二代の記』（平凡社東洋文庫、1982年、ワイド版2004年 / 岩波文庫、2014年）
- 『覚書 幕末の水戸藩』（岩波書店、1974年 / 岩波文庫、1991年）
- 『女性解放へ 社会主義婦人運動論』（日本婦人会議中央本部出版部、1977年）
- 『二十世紀をあゆむ ある女の足あと』（大和書房、1978年）
- 『日本婦人運動小史』（大和書房、1979年）
- 『山川菊栄の航跡 「私の運動史」と著作目録』（外崎光広・岡部雅子編、ドメス出版、1979年）

### 著作集
- 『山川菊栄集』（全10巻・別巻1、田中寿美子・山川振作編、岩波書店、1981年 - 1982年）
  - 1 女の立場から 1916〜1919 NDLJP:12143136
  - 2 女性の反逆 1919〜1921 NDLJP:12140972
  - 3 牙をぬかれた狼 1921〜1924 NDLJP:12144384
  - 4 無産階級の婦人運動 1925〜1927 NDLJP:12150589
  - 5 ドグマから出た幽霊 1928〜1930 NDLJP:12142835
  - 6 女は働いている 1931〜1944 NDLJP:12148811
  - 7 明日の女性のために 1946〜1980 NDLJP:12143138
  - 8 このひとびと、忘れえぬひと、師 先輩 友、家族、西方の先駆者 NDLJP:12143139
  - 9 おんな二代の記 NDLJP:12143140
  - 10 武家の女性、わが住む村、手製のかるた NDLJP:12141436
  - 別巻　覚書 幕末の水戸藩
- 『山川菊栄女性解放論集』（全3巻、鈴木裕子編、岩波書店、1984年）
- 『山川菊栄評論集』（鈴木裕子編、岩波文庫、1990年）
- 『新装増補 山川菊栄集 評論篇』（全8巻・別巻1、鈴木裕子編、岩波書店、2011年 - 2012年）

### 共編著
- 『労農露西亜の研究』（山川均と共著、アルス、1921年）
- 『社会主義の婦人観』（堺利彦と共著、上西書店、1926年）
- 『無産者運動と婦人の問題』（山川均と共著、白揚社、1928年）
- 『働く青少年』（編、石崎書店、1950年）
- 『母と女教師と』（丸岡秀子と共編著、和光社、1953年）
- 『婦人』（編、有斐閣〈らいぶらりい・しりいず〉、1954年）

### 翻訳
- リチャード・グレリング『大戦の審判』[注釈 2]（丁未出版社、1917年） NDLJP:3436126
- エドワード・カーペンター 『女性中心と同性愛』（堺利彦と共訳、アルス、1919年）
- エドワアド・カアペンター『恋愛論』（大鐙閣、1921年） NDLJP:1780332
- レスター・ウオード（英語版）『女性中心説』（堺利彦と共訳、アルス、1923年） NDLJP:969335
- アウグスト・ベーベル著、山川菊栄訳『婦人論　婦人の過去現在未来』（アルス、1923年）
- ハワアド・ムーア（英語版）『肉体と精神の形成』（三徳社、1923年） NDLJP:968140
- 『黎明期のロシア』（原著者：ジョン・リード、ベッシー・ビアティー他）（訳編、総文館、1923年） NDLJP:1877418
- フリップ・ラッパポート『社会進化と婦人の地位』（吉田書店、1924年） NDLJP:1872296
- ハインドマン『階級闘争の進化』（白揚社、1925年） NDLJP:1902990
- アウグスト・ベーベル『婦人の過去現在未来』（世界文献刊行会、1925年） NDLJP:1018414
- コロンタイ夫人『婦人と家族制度』（叢文閣、1927年） NDLJP:1780330
- レーニン『背教者カウツキー』（白揚社、1929年） NDLJP:1180337
- A.ベヴァン『恐怖に代えて』（岩波書店〈岩波現代叢書〉、1953年） NDLJP:3027587
- G.D.H.コール（英語版）『これが社会主義か』（河出新書、1955年） NDLJP:3024294

### 英語訳
- Women of the Mito Domain : Recollections of Samurai Family Life (ケイト・ナカイ訳、東京大学出版会、1992年) 原文は『武家の女性』全訳と『覚書　幕末の水戸藩』部分訳。いずれも『山川菊栄集』収録版による。

### フランス語訳
- Préjugés de race, préjugés de sexe, préjugés de classes（伊藤綾、コンスタンス・セレニ共訳、Japon colonial 1880-1930, Les voix de la dissension, Paris, Les Belles-Lettres, 2014年）原文は「人種的偏見・性的偏見・階級的偏見」『雄弁』（1924年6月号）
- Coups de fusils en Mandchourie,　（伊藤綾、コンスタンス・セレニ共訳、Japon colonial 1880-1930, Les voix de la dissension, Paris, Les Belles-Lettres, 2014年）原文は「満州の銃声」（『婦人公論』11月号、1931年）

## 関連文献
- 菅谷直子『不屈の女性 山川菊栄の後半生』（海燕書房、1988年）
- 鈴木裕子『山川菊栄 人と思想 戦前篇』（労働大学〈労大ハンドブック〉、1989年）
- 鈴木裕子『山川菊栄 人と思想 戦後篇』（労働大学〈労大ハンドブック〉、1990年）
- 山川菊栄生誕百年を記念する会編『現代フェミニズムと山川菊栄 連読講座「山川菊栄と現代」の記録』（大和書房、1990年）
- 森まゆみ『明治快女伝 わたしはわたしよ』（労働旬報社、1996年） - 山川菊栄
- 江原由美子編『フェミニズムの名著50』（平凡社、2002年） - 山川菊栄（鈴木裕子著）
- 菅谷直子『来しかたに想う 山川菊栄に出会って』（編集室、2005年）
- 鹿野政直『近代国家を構想した思想家たち（岩波ジュニア新書）』（岩波書店、2005年） - 山川菊栄
- 岡部雅子『山川菊栄と過ごして』（ドメス出版、2008年）
- 山川菊栄記念会・労働者運動資料室編『イヌとからすとうずらとペンと 山川菊栄・山川均写真集』（同時代社、2016年）
- 森まゆみ『暗い時代の人々』（亜紀書房、2017年） - 第二章　山川菊栄
- 山川菊栄生誕130周年記念シンポジウム記録集『いま、山川菊栄が新しい!』（山川菊栄記念会、2021年）

## 関連作品

### 映像
- ドキュメンタリー映画「姉妹よ、まずかく疑うことを習え　山川菊栄の思想と活動」 - 2011年、76分、監督・構成 山上千恵子、企画・監修 山川菊栄記念会、制作 ワーク・イン。山川菊栄生誕120年記念事業[30]。

### 舞台
- 舞台「山の動く日来たれ」 - 2007年4月初演[31]。脚本・演出 阿笠清子。母性保護論争をテーマとし、与謝野晶子、平塚らいてう、山川菊栄、山田わかが登場する[32]。

### 小説
- 柚木麻子『らんたん』（小学館 2021年） - 女子教育に尽力した河井道をモデルにした小説。山川菊栄が登場する[33][34]。